# Wargeyska Ogaal
Wargeyska Ogaal, noto anche come Ogaal Newspaper, è un periodico somalo, viene pubblicato quotidianamente ad eccezione del venerdì. Fondato nel 2005 a Hargeisa, capitale amministrativa dello stato del Somaliland, dall'editore Ogaal Media Center, esce in lingua somala e inglese.